# Łąkie (gmina Studzienice)
Łąkie (kaszub. Łączé lub też Łączi, niem. Lonken) – wieś kaszubska w Polsce, położona w województwie pomorskim, w powiecie bytowskim, w gminie Studzienice, na Pojezierzu Bytowskim, nad Jeziorem Łąkie, przy drodze krajowej nr 20 ze Stargardu do Gdyni. Wieś jest siedzibą sołectwa Łąkie, w którego skład wchodzą również miejscowości Cechyny, Jabłończ Wielki, Łubieniec i Ociaskowo.
W latach 1975–1998 miejscowość należała administracyjnie do województwa słupskiego.

## Integralne części wsi
| SIMC    | Nazwa     | Rodzaj     |
| ------- | --------- | ---------- |
| 0751321 | Cechyny   | przysiółek |
| 0751344 | Łubieniec | przysiółek |

## Z kart historii
Do roku 1945 wieś znajdowała się w granicach III Rzeszy. Obowiązująca do 1938 roku oficjalna nazwa miejscowości Lonken została przez nazistowskich propagandystów niemieckich zweryfikowana jako zbyt kaszubska lub nawet polska i w 1938 r. (w ramach odkaszubiania i odpolszczania nazewnictwa niemieckiego lebensraumu) przemianowana na bardziej niemiecką - Friedrichsee in Pommern.